# K.K. Partizan 1997-1998
Questa pagina raccoglie le informazioni riguardanti il Košarkaški klub Partizan nelle competizioni ufficiali della stagione 1997-1998.

## Roster
| N° | Naz.                  | Ruolo | Sportivo           |  | Alt. |  |
| -- | --------------------- | ----- | ------------------ |  | ---- |  |
| 4  | Jugoslavia (bandiera) | P     | Vladimir Đokić     |  | 191  |  |
| 5  | Jugoslavia (bandiera) | G     | Haris Brkić        |  | 198  |  |
| 6  | Jugoslavia (bandiera) | C     | Ratko Varda        |  | 216  |  |
| 7  | Jugoslavia (bandiera) | A     | Aleksandar Čubrilo |  | 207  |  |
| 8  | Jugoslavia (bandiera) |       | Mišel Lazarević    |  |      |  |
| 9  | Jugoslavia (bandiera) | AP    | Milan Dozet        |  | 203  |  |
| 11 | Jugoslavia (bandiera) |       | Vladimir Vidačić   |  |      |  |
| 12 | Jugoslavia (bandiera) | C     | Dejan Tomašević    |  | 208  |  |
| 13 | Jugoslavia (bandiera) | G     | Miroslav Radošević |  | 194  |  |
| 14 | Jugoslavia (bandiera) | C     | Predrag Drobnjak   |  | 211  |  |
| 15 | Jugoslavia (bandiera) | P     | Dragan Lukovski    |  | 185  |  |
|    | Jugoslavia (bandiera) | AG    | Slaviša Koprivica  |  | 205  |  |
|    | Jugoslavia (bandiera) |       | Marko Peković      |  |      |  |
|    | Jugoslavia (bandiera) | C     | Dejan Koturović    |  | 213  |  |
|    | Jugoslavia (bandiera) | AG    | Andrija Crnogorac  |  | 202  |  |
|    | Jugoslavia (bandiera) | All.  | Milovan Bogojević  |  |      |  |